# Tinctuur (oplossing)

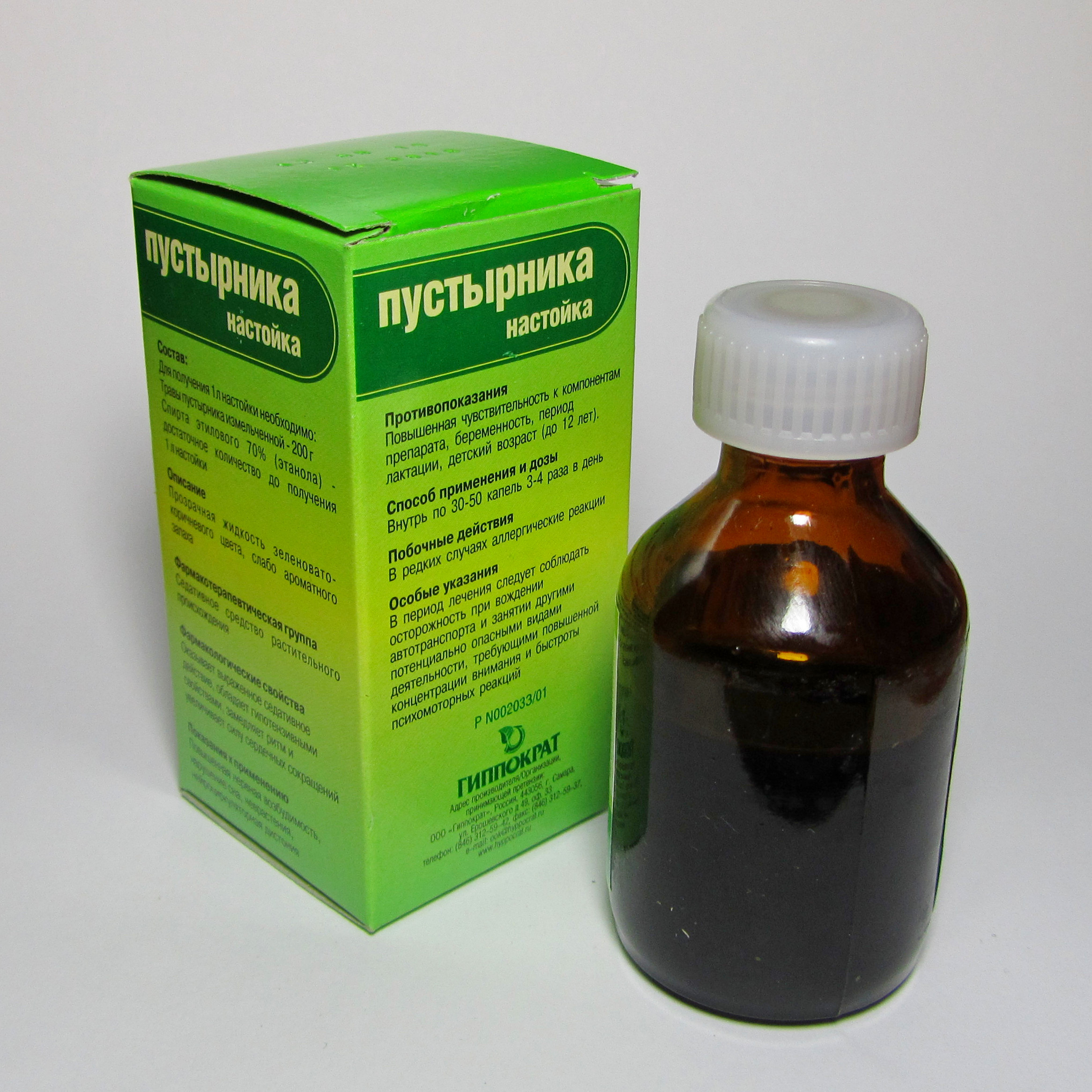
Tinctuur

Een tinctuur is een alcoholische oplossing. Meestal wordt dan een oplossing van kruiden of harsen in ethanol bedoeld. Tincturen worden met name in de kruidengeneeskunde gebruikt, maar ook wel voor het bereiden van parfum.
Een tinctuur bevat alleen stoffen uit de kruiden en harsen die in alcohol oplossen.
Voorbeelden van tincturen zijn:
- Jodiumtinctuur: oplossing van jood in alcohol, werd vroeger veel als ontsmettingsmiddel gebruikt. Een nadeel van jodiumtinctuur is dat alcohol gebruikt op een open wond erg pijnlijk kan zijn. Vandaar dat tegenwoordig vaak ontsmet wordt met andere jodiumverbindingen die niet prikken.[1]
- Goudsbloemtinctuur
- Zonnehoedtinctuur
- Salicylzuurtinctuur: om wratten te verwijderen.[2]
- Benzoëtinctuur: om de huid mee te beschermen[3]